# Connect (bài hát của ClariS)
"Connect" (コネクト Konekuto) là đĩa đơn thứ hai của ClariS, do SME Records phát hành vào ngày 2 tháng 2 năm 2011. Bài hát được sử dụng làm nhạc chủ đề mở đầu cho anime truyền hình Ma pháp thiếu nữ Madoka Magica.
Trên Oricon Weekly Chart ngày 14 tháng 2 năm 2011, nó đã bán được 25.000 bản và đạt vị trí thứ 5, và tiếp tục nằm trong top 10 sau tác phẩm trước. Chứng nhận đĩa vàng của Hiệp hội Công nghiệp Ghi âm Nhật Bản nhận đĩa vàng vào tháng 1 năm 2012. Về chứng nhận phân phối nhạc trả phí, nó đã được chứng nhận Vàng vào tháng 3 năm 2012, Bạch kim vào tháng 1 năm 2014 và Bạch kim đôi vào tháng 3 năm 2020.

## Danh sách track
| STT              | Nhan đề                                     | Phổ lời          | Phổ nhạc         | Biên khúc                       | Thời lượng |
| ---------------- | ------------------------------------------- | ---------------- | ---------------- | ------------------------------- | ---------- |
| 1.               | "Connect" (コネクト Konekuto)               | Watanabe Shō     | Watanabe Shō     | Yuasa Atsushi                   | 4:27       |
| 2.               | "Dreamin'"                                  | Kadono Toshikazu | Kadono Toshikazu | Harada Takuya, Kadono Toshikazu | 4:33       |
| 3.               | "Kimi to Futari" (キミとふたり Cặp với anh) | Carlos K.        | Carlos K.        | Carlos K.                       | 4:09       |
| 4.               | "Connect (khí nhạc)" (コネクト Konekuto)    |                  | Watanabe Shō     | Yuasa Atsushi                   | 4:27       |
| Tổng thời lượng: | Tổng thời lượng:                            | Tổng thời lượng: | Tổng thời lượng: | Tổng thời lượng:                | 17:48      |

| Bản giới hạn Madoka Magica | Bản giới hạn Madoka Magica                  | Bản giới hạn Madoka Magica | Bản giới hạn Madoka Magica | Bản giới hạn Madoka Magica      | Bản giới hạn Madoka Magica |
| STT                        | Nhan đề                                     | Phổ lời                    | Phổ nhạc                   | Biên khúc                       | Thời lượng                 |
| -------------------------- | ------------------------------------------- | -------------------------- | -------------------------- | ------------------------------- | -------------------------- |
| 1.                         | "Connect" (コネクト Konekuto)               | Watanabe Shō               | Watanabe Shō               | Yuasa Atsushi                   | 4:27                       |
| 2.                         | "Dreamin'"                                  | Kadono Toshikazu           | Kadono Toshikazu           | Harada Takuya, Kadono Toshikazu | 4:33                       |
| 3.                         | "Kimi to Futari" (キミとふたり Cặp với anh) | Carlos K.                  | Carlos K.                  | Carlos K.                       | 4:09                       |
| 4.                         | "Connect (TV Mix)"                          | Watanabe Shō               | Watanabe Shō               | Yuasa Atsushi                   | 1:33                       |
| Tổng thời lượng:           | Tổng thời lượng:                            | Tổng thời lượng:           | Tổng thời lượng:           | Tổng thời lượng:                | 14:55                      |

| DVD | DVD                       | DVD        |
| STT | Nhan đề                   | Thời lượng |
| --- | ------------------------- | ---------- |
| 1.  | "Connect" (Video âm nhạc) | 4:27       |

## Nhân sự
ClariS
- Clara – giọng hát
- Alice – giọng hát

Sản xuất
- Koiwa Takashi – mixer
- Kojima Kōtarō – mastering
- Yamazaki Motohiro – đạo diễn, thiết kế nghệ thuật

## Bảng xếp hạng
| Bảng xếp hạng (2011)             | Vị trí cao nhất |
| -------------------------------- | --------------- |
| Nhật Bản Billboard Japan Hot 100 | 17              |
| Nhật Bản Oricon Weekly Singles   | 5               |